# De dulle griet (Suske en Wiske)
De dulle griet is het achtenzestigste stripverhaal uit de reeks van Suske en Wiske. Het is geschreven door Willy Vandersteen en gepubliceerd in De Standaard en Het Nieuwsblad van 22 februari 1966 tot en met 1 juli 1966.
De eerste albumuitgave was in 1966, als vijftiende en tevens laatste deel in de gezamenlijke tweekleurenreeks. Het verhaal kreeg hier nummer 66. Na de publicatie van De dulle griet werden alle verdere Suske en Wiske-albums uitgegeven in de Vierkleurenreeks. Een jaar later verscheen De dulle griet zelf opnieuw in laatstgenoemde reeks, en kreeg nu albumnummer 78. In 1999 werd De dulle griet als laatste verhaal heruitgebracht in Suske en Wiske Klassiek.

## Locaties

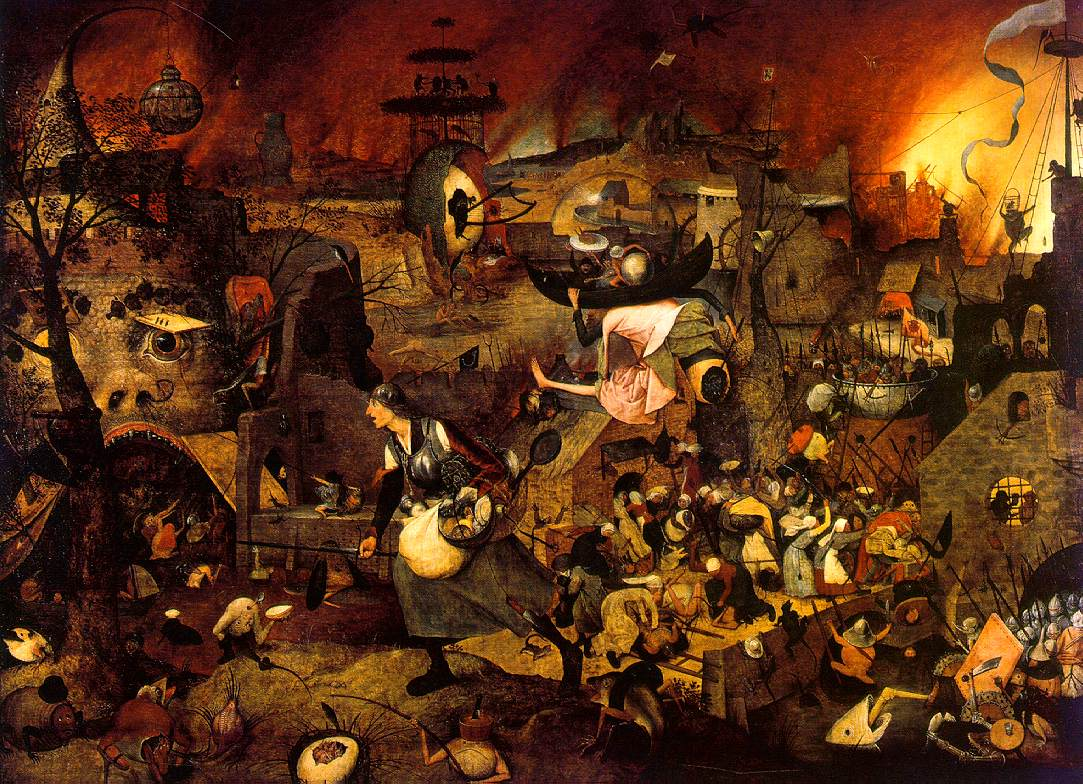
Het schilderij De dulle griet van Pieter Bruegel de Oude

- Museum Mayer van den Bergh in Antwerpen, Bokrijk met het Openluchtmuseum en de mijn.

## Personages
- Suske, Wiske met Schanulleke, tante Sidonia, Lambik, Jerom, professor Barabas, Dulle Griet, Lowie en Dulle Grietjes.

## Uitvindingen
In dit verhaal spelen de volgende uitvindingen een rol:
- de teletransfor.

## Het verhaal
Professor Barabas komt op bezoek en Wiske laat hem een fragment van het schilderij Dulle Griet van Pieter Bruegel de Oude zien. Hij wil via de teletransfor de op dit schilderij uitgebeelde persoon tot leven wekken, omdat hij van haar wil weten waarom mensen oorlog voeren. De vrienden gaan met de uitvinding naar het museum Mayer van den Bergh in Antwerpen om het schilderij te fotograferen. Dulle Griet verschijnt in het echt, maar vernielt de teletransfor. De vrienden brengen de machine voor herstelling naar het laboratorium en Lambik waakt over Dulle Griet. Ze ontsnapt 's nachts en komt in de problemen. Lambik brengt haar weg. De volgende dag zegt hij niet te weten waar Dulle Griet gebleven is.
Wiske vindt Schanulleke 's nachts op een brandstapel in de kelder bij Dulle Griet. Lambik heeft haar daar verstopt tot de teletransfor is gerepareerd. Dulle Griet legt Schanulleke ook op het spoor van een modeltreintje en heeft een miniatuurguillotine voor haar gemaakt. Ze sluiten Dulle Griet dan op in de kelder, maar ze probeert te ontsnappen door de vrienden het geheim van haar kistje te beloven. Tante Sidonia krijgt een schoonheidsmiddel, maar blijkt de volgende dag een zwart gezicht te hebben. Pas als Jerom belooft met Dulle Griet te gaan wandelen, krijgt Sidonia iets om het zwarte goedje van haar gezicht te krijgen. Als Jerom door een bliksemschicht geraakt wordt, kan Dulle Griet ontsnappen.
Op tv zien de vrienden Dulle Griet in Bokrijk en ze gaan naar het Openluchtmuseum. Lambik ziet een verkleinde Dulle Griet en volgt haar. Dan ziet hij Dulle Griet, in haar kistje zitten bolletjes en als ze breken komen er kleine Dulle Grietjes tevoorschijn. Door Lambik valt het kistje en er verschijnen honderden Dulle Grietjes. Jerom komt te hulp, maar de wezentjes zijn erg sterk. Suske en Wiske schieten op één, maar die verdubbelt daarbij. De vrienden maken een basis in de molen en gaan op zoek naar Dulle Griet. Lambik ziet enkele Grietjes in de schuur van Mol-Sluis en roept Jerom op. Ze vangen één kleine Dulle Griet, maar weten niet dat Suske en Wiske in problemen zijn geraakt.
Jerom gaat op zoek naar de kinderen en dan laat Lambik de kleine Dulle Griet ontsnappen. Ze vinden een verlaten kolenmijn en komen een leger kleine Dulle Grietjes tegen. Dulle Griet maakt Schanulleke levend en wil met haar oorlogen beginnen. Maar Schanulleke begint te praten en Dulle Griet krijgt spijt van haar daden. Pieter Bruegel heeft haar geschilderd als symbool voor de dwaasheid van mensen. Schanulleke bevrijdt Suske en Wiske, maar de kleine Grietjes gehoorzamen Dulle Griet niet meer. Schanulleke wordt door Dulle Griet weer klein gemaakt, maar ze leeft nog steeds en wordt naar een telefooncel gestuurd (alleen zij is klein genoeg om te ontsnappen uit de mijn). Tante Sidonia gaat na het telefoontje met professor Barabas naar de mijn in Bokrijk en ze gooien een lachgasbom. Daardoor worden de Dulle Grietjes vrolijk en spatten uit elkaar. Dulle Griet neemt vrijwillig weer haar plaats in in het schilderij in het museum.

## Achtergronden bij het verhaal
- Er worden in het album verschillende keren verwijzingen naar de oorlog in Vietnam gemaakt.
- Pieter Bruegel de Oude speelt vaker een rol in de verhalen van Suske en Wiske, bijvoorbeeld in  Het Spaanse spook. In De Krimson-crisis halen de vrienden de schilder naar het heden, zodat hij ze kan helpen in hun strijd.
- De Teletransfor maakte zijn debuut in het album Het rijmende paard
- De dulle grietjes verdubbelen als ze worden beschoten. Dit plotelement dook ook al op in De brullende berg.
- De dulle grietjes verstaan elkaar slecht. Een van hen verstaat dat Lambik groter is dan de Alverman. Dit is een verwijzing naar de populaire televisiereeks Johan en de Alverman uit die periode.
- Een ander dul grietje verstaat verkeerd dat Wiske gaat zingen als Joan Baez.
- Dulle Griet speelt ook een rol in het De Geuzen-album De zeven jagers.
- Het laatste plaatje toont dit keer geen vrolijk Wiske. Ze houdt haar handen voor haar ogen.(verwijzing naar oorlogen)
- Op een gegeven moment, in segment 57, loopt Lambik tegen een boom en verwijst daarbij naar strip 102. Drie bladzijden eerder liep hij ook tegen een boom. Hier komt de verwarring vandaan: elk genummerd segment bestaat uit twee strips. Segment 51 (de eerste boombotsing) is dus feitelijk strip 101+102. En inderdaad, dat klopt met Lambik's klacht in segment 57, oftewel strip 114.